# Division I 1975-1976 (pallacanestro maschile)
La Division I 1975-1976 è stata la 44ª edizione del massimo campionato belga di pallacanestro maschile. La vittoria finale è stata appannaggio del Racing Mechelen.

## Risultati

### Stagione regolare
|     | Squadra                | G  | V  | P  | PF | PS | Pt. | Qualificazione                  |
| --- | ---------------------- | -- | -- | -- | -- | -- | --- | ------------------------------- |
| 1.  | Racing Mechelen        | 22 | 21 | 1  |    |    | 42  | girone finale                   |
| 2.  | Standard Liegi         | 22 | 17 | 5  |    |    | 34  | girone finale                   |
| 3.  | BUS Duffel             | 22 | 16 | 6  |    |    | 32  | girone finale                   |
| 4.  | Sobabee                | 22 | 15 | 7  |    |    | 30  | girone finale                   |
| 5.  | Brugge                 | 22 | 14 | 8  |    |    | 28  | girone finale                   |
| 6.  | Ostenda                | 22 | 11 | 11 |    |    | 22  | girone finale                   |
| 7.  | Eveil Monceau          | 22 | 9  | 13 |    |    | 18  | girone finale                   |
| 8.  | De Maere Keukens Aalst | 22 | 8  | 14 |    |    | 16  | girone finale                   |
| 9.  | Isboerke Kortrijk      | 22 | 7  | 15 |    |    | 14  | girone retrocessione/promozione |
| 10. | Royal Molenbeek        | 22 | 6  | 16 |    |    | 12  | girone retrocessione/promozione |
| 11. | Bavi Vilvoorde         | 22 | 6  | 16 |    |    | 12  | girone retrocessione/promozione |
| 12. | Lyra                   | 22 | 2  | 20 |    |    | 4   | girone retrocessione/promozione |

### Girone retrocessione/promozione
|     | Squadra           | G  | V  | P  | PF | PS | Pt. | Qualificazione           |
| --- | ----------------- | -- | -- | -- | -- | -- | --- | ------------------------ |
| 7.  | Isboerke Kortrijk | 14 | 11 | 14 |    |    | 22  |                          |
| 8.  | Athlon Ieper      | 14 | 9  | 5  |    |    | 18  |                          |
| 9.  | Okapi Aalstar     | 14 | 9  | 5  |    |    | 18  |                          |
| 10. | Royal Fresh Air   | 14 | 7  | 7  |    |    | 14  |                          |
| 11. | Lyra              | 14 | 7  | 7  |    |    | 14  | in Division II 1976-1977 |
| 12. | Bavi Vilvoorde    | 14 | 5  | 9  |    |    | 10  | in Division II 1976-1977 |
| 13. | Royal Molenbeek   | 14 | 4  | 10 |    |    | 8   | in Division II 1976-1977 |
| 14. | Elite Gent        | 14 | 1  | 10 |    |    | 8   | in Division II 1976-1977 |

### Girone finale
|    | Squadra                | G  | V  | P  | PF | PS | Pt. |
| -- | ---------------------- | -- | -- | -- | -- | -- | --- |
| 1. | Racing Mechelen        | 14 | 13 | 1  |    |    | 26  |
| 2. | Standard Liegi         | 14 | 10 | 4  |    |    | 20  |
| 3. | Sobabee                | 14 | 8  | 6  |    |    | 16  |
| 4. | Brugge                 | 14 | 8  | 6  |    |    | 16  |
| 5. | Eveil Monceau          | 14 | 6  | 8  |    |    | 12  |
| 6. | Ostenda                | 14 | 5  | 9  |    |    | 10  |
| 7. | BUS Duffel             | 14 | 5  | 9  |    |    | 10  |
| 8. | De Maere Keukens Aalst | 14 | 1  | 13 |    |    | 2   |

| Division I 1975-1976      |
| ------------------------- |
| Racing Mechelen 7º titolo |